# YOXO România
YOXO România este un operator virtual de telefonie mobilă parte a Orange România care oferă planuri lunare preplătite cu carduri SIM fizice sau eSIM-uri .

## Istoric
Această rețea virtuală mobilă a fost lansată în 2020 sub denumirea de YOXO. 
Deși similară în multiple privințe cu serviciile preplătite, trebuie să fiți înregistrați , având un abonament de 30 de zile cu reînoire automată, pe care trebuie să îl plătiți prin card de debit sau de credit.

## Descriere
YOXO este un brand de telefoane mobile simplu, ieftin și ușor de înțeles.

YOXO oferă clienților o mare flexibilitate, abonamentele pot fi modificateate la fiecare 30 de zile, iar dacă aste este prea târziu, ți se oferă opțiuni suplimentare pentru a acoperi aproape toate nevoile.

## Vezi de asemenea
- Orange Romania